# Game over

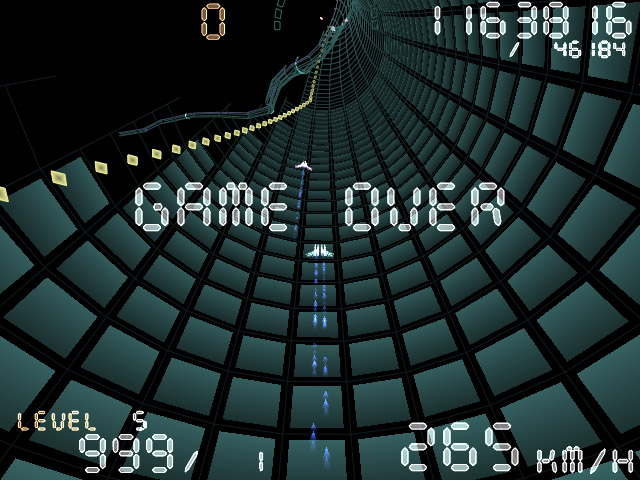
Nápis ve hře Torus Trooper

Game over (převzato z angličtiny) je závěrečný text implementovaný v mnoha počítačových hrách a videohrách oznamující konec hry.
Text původně oznamoval konec hry bez ohledu na to, zdali hráč zvítězil, nebo ne. Až později se začal plošně užívat jako oznámení neúspěchu, nezdaru.